# Neville Godwin
Pour les articles homonymes, voir Godwin.
Neville Godwin, né le 31 janvier 1975 à Johannesbourg, est un ancien joueur de tennis sud-africain, professionnel de 1994 à 2003.
Il compte un titre et une finale perdue en simple sur le circuit ATP. Il n'a jamais remporté de tournoi en double malgré trois finales disputées. Son meilleur classement en simple reste une 90e place atteinte le 31 mars 1997 et il a été 57e en double en 2000.
Adepte du service-volley, il est spécialiste du jeu sur gazon, surface sur laquelle il remporte son unique titre, à Newport en 2001. Il a par ailleurs atteint les huitièmes de finale à Wimbledon lors de l'édition 1996 après avoir battu Boris Becker (sur abandon) ce qui est son meilleur résultat dans un tournoi du Grand Chelem.
Il a joué pour l'équipe d'Afrique du Sud de Coupe Davis entre 1999 et 2001, remportant quatre matchs sur neuf joués.
En 2017, il a remporté le prix ATP Coach Of The Year en tant qu'entraîneur de Kevin Anderson.

## Palmarès

### Titre en simple (1)
| No | Date       | Nom et lieu du tournoi                               | Catégorie   | Dotation  | Surface      | Finaliste  | Score    |  |
| -- | ---------- | ---------------------------------------------------- | ----------- | --------- | ------------ | ---------- | -------- |  |
| 1  | 09-07-2001 | Miller Lite Hall of Fame Championships, Newport (RI) | Int' Series | 375 000 $ | Gazon (ext.) | Martin Lee | 6-1, 6-4 |  |

### Finale en simple (1)
| No | Date       | Nom et lieu du tournoi                               | Catégorie   | Dotation  | Surface      | Vainqueur    | Score    |  |
| -- | ---------- | ---------------------------------------------------- | ----------- | --------- | ------------ | ------------ | -------- |  |
| 1  | 06-07-1998 | Miller Lite Hall of Fame Championships, Newport (RI) | Int' Series | 275 000 $ | Gazon (ext.) | Leander Paes | 6-3, 6-2 |  |

### Finales en double (3)
| No | Date       | Nom et lieu du tournoi               | Catégorie           | Dotation  | Surface    | Vainqueurs                   | Partenaire    | Score         |  |
| -- | ---------- | ------------------------------------ | ------------------- | --------- | ---------- | ---------------------------- | ------------- | ------------- |  |
| 1  | 14-07-1997 | Legg Mason Tennis Classic Washington | Championship Series | 550 000 $ | Dur (ext.) | Luke Jensen Murphy Jensen    | Fernon Wibier | 6-4, 6-4      |  |
| 2  | 06-04-1998 | Salem Open Hong Kong                 | Int' Series         | 315 000 $ | Dur (ext.) | Byron Black Alex O'Brien     | Tuomas Ketola | 7-5, 6-1      |  |
| 2  | 05-04-1999 | Gold Flake Open Chennai              | Int' Series         | 405 000 $ | Dur (ext.) | Mahesh Bhupathi Leander Paes | Wayne Black   | 4-6, 7-5, 6-4 |  |